# Manuel Herrero Fernández
brasão
Manuel Herrero Fernández OSA (Serdio-Val de San Vicente, Cantábria, Espanha, 17 de janeiro de 1947) é um religioso espanhol e bispo católico romano de Palencia.
Manuel Herrero Fernández ingressou na comunidade eremita agostiniana e foi ordenado sacerdote em 12 de julho de 1970. De 2002 a dezembro de 2014 e novamente a partir de maio de 2015 foi Vigário Geral da Diocese de Santander. Na vacância interina da Sede dirigiu a diocese de Santander como administrador diocesano.
Em 26 de fevereiro de 2016, o Papa Francisco o nomeou Bispo de Palencia. O núncio apostólico na Espanha, Dom Renzo Fratini, concedeu-lhe a consagração episcopal em 18 de junho do mesmo ano. Os co-consagrantes foram o Arcebispo de Madrid Carlos Osoro Sierra, o Arcebispo de Valladolid Cardeal Ricardo Blázquez Pérez, o Arcebispo de Burgos Fidel Herráez Vegas e o ex-bispo de Palencia Nicolás Antonio Castellanos Franco OSA.